# Leopold Ettlinger (Kaufmann)
Leopold (Arje) Ettlinger (* 24. Dezember 1844 in Karlsruhe; † 7. Dezember 1912 ebenda) war ein deutscher Kaufmann, Stadtrat und Mitglied des Synagogenrats in Karlsruhe.

## Leben und Wirken
Der Sohn des Karlsruher Kaufmanns und Begründers der Eisenwarenhandlung L. J. Ettlinger, Lazarus Josef Ettlinger, wuchs in Karlsruhe auf und übernahm im Jahr 1867 nach dem Tod des Vaters zusammen mit seinem Bruder den Betrieb. Er baute diesen zu einem überregional bekannten Unternehmen auf und bekleidete zudem über lange Jahre eine führende Funktionen im Wirtschaftsleben der Region Karlsruhe und Badens. So war er über vier Jahrzehnte lang Mitglied der Handelskammer, wo er ab 1881 neben Wilhelm Ellstätter als Jude dem Führungsausschuss der Handelskammer Karlsruhe angehörte.
Leopold Ettlinger war 21 Jahre Mitglied des badischen Eisenbahnrates und wurde 1899 in das Ehrenamt eines Handelsrichters berufen. Er war darüber hinaus 40 Jahre lang Mitglied der Karlsruher Stadtverordnetenversammlung und gehörte deren geschäftsführendem Vorstand mit einer dreijährigen Unterbrechung von 1889 bis 1912 an. Auch in der jüdischen Gemeinde hatte Leopold Ettlinger herausragende Funktionen inne. So war er ab 1891 Mitglied des Synagogenrats Karlsruhe und wurde 1895 Abgeordneter der Landessynode und gleichzeitig Mitglied des Oberrates.
Sein Sohn Max (Mosche Tuviah; * 12. Mai 1880; † 18. August 1927) studierte in Karlsruhe Maschinenbau, seine Tochter Antonie (* 2. Mai 1876; † 3. November 1939) übernahm mit ihrem Mann Martin Elsas zusammen mit Leopold Neumann, einem Sohn seiner Schwester Antonie Neumann die Eisenwarenhandlung ihres Großvaters L. J. Ettlinger.
Leopold Ettlinger ist in Karlsruhe auf dem liberalen jüdischen Friedhof Haid- und Neu-Straße bestattet. In derselben Grabstätte sind auch seine Frau Therese Ettlinger, sein Sohn Max, seine Tochter Antonie sowie sein Schwiegersohn Martin Elsas bestattet.

## Ehrungen
- Zähringer Löwenorden Ritter I. Kl.
- Friedrich-Luisen-Medaille
- Jubiläumsmedaille[6]